# Limatofusus tahwitanus
Limatofusus tahwitanus is een slakkensoort uit de familie van de Buccinidae. De wetenschappelijke naam van de soort is voor het eerst geldig gepubliceerd in 1918 door Dall.